# 雷文 (伊利諾伊州)
雷文（英語：Raven）是位於美國伊利諾伊州埃德加縣的一個非建制地區。該地的面積和人口皆未知。

## 地理
雷文的座標為39°48′24″N 87°32′46″W / 39.80667°N 87.54611°W，而該地的平均海拔高度為192米（即627英尺）。